# 特羅伊茨科耶區
52°59′10″N 84°39′22″E / 52.98611°N 84.65611°E
特羅伊茨科耶區（俄语：Троицкий район），是俄羅斯的一個區，位於該國南部，由阿爾泰邊疆區負責管轄，面積4,200平方公里，2010年人口24,868，人口密度每平方公里5.92人。